# سه‌نظام

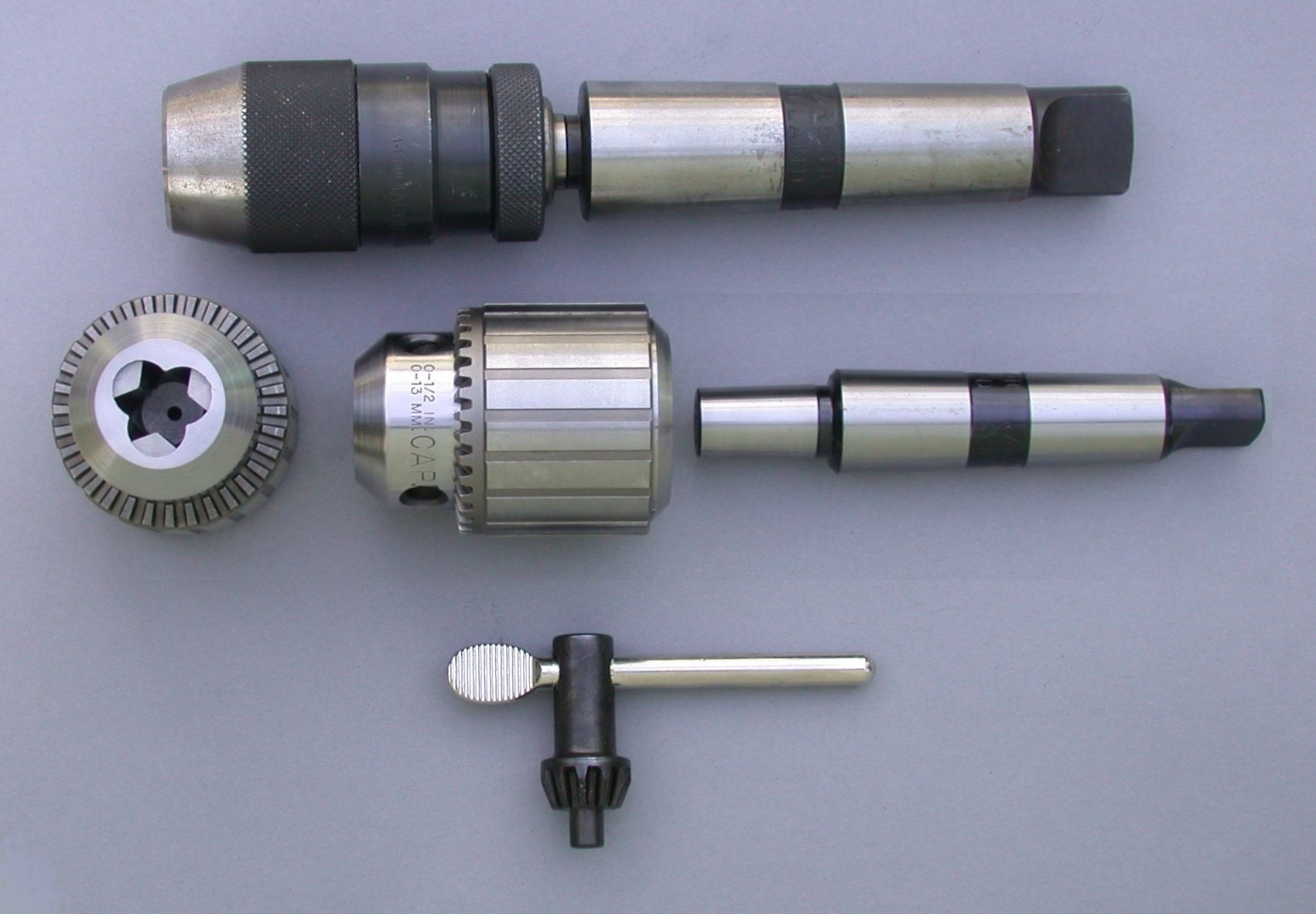
سه‌نظام‌های کلیددار و بی‌کلید

سه نظام یکی از انواع گیره است. برای بستن قطعه کار با مقطع گِرد یا چند ضلعی یا ابزاری مانند مته یا فرز به کار می‌رود. در حقیقت سه نظام و چهار نظام تراشکاری از مهم‌ترین ابزارهای دنیای امروز تراشکاری محسوب می‌شوند. دستگاه سه نظام دارای انواع و اندازه‌های مختلف است. به بیان ساده، هر سه نظام دارای سه فک قابل تنظیم است. یک مکانیزم پیچ و شیارِ منحنی (پیچ ارشمیدس) امکان می‌دهد که هر سه فک را همزمان حرکت داده و فاصله میان فکها را تنظیم کرد. برای تنظیم فاصله فکها از یک آچار مخصوص استفاده می‌شود. در یک نوع سه نظام، که معمولاً برای بستن مته روی دستگاه دریل بکار می‌رود؛ فکها به‌سادگی قابل تعویض نیستند. اما در دیگر انواع که بیشتر برای بستن قطعه کار استفاده می‌شوند؛ دو سِری فک «رو» و «وارو» وجود دارند. این فکها نسبتاً به‌سادگی تعویض می‌شوند. روی هر فک شماره ای حک شده است. بدنه سه نظام دارای سه شیار ورودی است. کنار هر شیار شماره یکی از فکها حک شده است. موقع تعویض فکها باید هر فک را تنها در شیاری وارد کرد که همان شماره را دارد. در غیر اینصورت، تنظیم حالت ناقص و غیر متمرکز پیدا می‌کند.
بسته به شکل قطعه و شیوه کار، از سه نظام برای گرفتن قطعه از خارج قطعه یا داخل قطعه استفاده می‌شود. سه نظامها را با توجه به اندازه ماشینهای ابزار، به‌خصوص ماشین تراش ساخته‌اند. در ماشین تراش سه نظام را توسط چهار پیچ روی صفحه ای که روی گلویی ماشین تراش بسته می‌شود؛ سوار می‌کنند.
.
در تراشکاری از سه‌نظام برای بستن قطعات گرد یا چندضلعی بر روی ماشین تراش استفاده می‌شود.
وسایل بستن قطعهٔ کار بر روی ماشین تراش عبارت‌اند از: سه‌نظام، چهار نظام، صفحه نظام، فشنگی، مرغک، دُرن، نوک‌گیر و لینت.

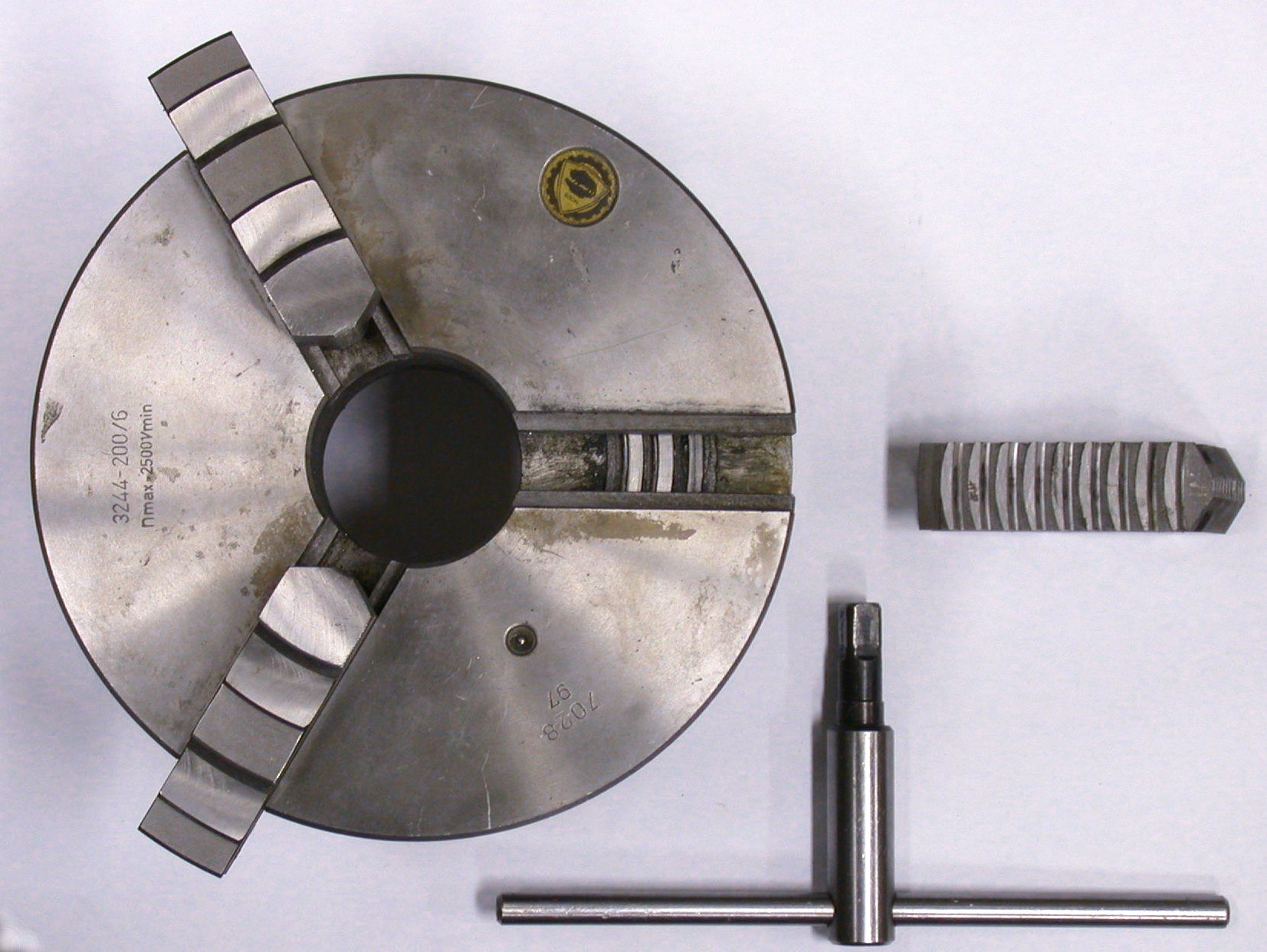
سه‌نظام تراشکاری دارای سه فک و یک آچار

سه قطعهٔ دندانه‌دار روی سه‌نظام «فَک» نام دارند و به مجموعهٔ فک‌ها «پارچه» می‌گویند. فک‌ها با گیرکردن به قطعه، باعث نگهداری قطعه بر روی گلوییِ ماشین تراش می‌شوند. این فک‌ها در نگه‌داشتن مقاطع مدور یا شش‌ضلعی بهتر از همه عمل می‌کنند.
سه نظام‌ها دو مدل اتومات و آچاری دارند که مدل اتومات آن دو نوع نیمه فلزی و تمام فلزی دارد. سه نظام‌های مصرفی اغلب از سایز ۶٫۵ تا ۱۶ میلی‌متر تقسیم می‌شوند که نوع ۱۳ میلی‌متر از همه کاربردی‌تر است.
سه نظام سایز ۱٫۵ تا ۱۳ میلی‌متر به معنی آن است که این سه نظام توانایی قرارگیری و استفاده از مته ۱٫۵ الی ۱۳ میلی‌متر را دارد.
تفاوت سه نظام اتومات و سه نظام آچارخور یا آچاری در نوع گیرایی مته و محکم کردن آن است. زمانی که شما مته را درون سه نظام آچاری قرار می‌دهید می‌بایست برای باز و بسته کردن دهانه آن از آچار مخصوص آن استفاده شود ولی در سه نظام اتومات این کار با استفاده از دست بسیار ساده بوده و نیازی به آچار سه نظام نیست.
از معایب سه نظام آچاری، می‌توان به لزوم بودن آچار برای باز و بسته کردن سه نظام اشاره کرد. شرکت‌های مختلف یک قسمت لاستیکی در پایین دریل برای نگهداری آچار در نظر گرفته‌اند که کمی به نگهداری آن کمک می‌کند.
از مزایای آن نیز که از زبان استادکاران صاحب نظر نقل می‌شود می‌توان به گیرایی محکم سه نظام آچاری نسبت به سه نظام‌های اتومات معمولی اشاره کرد که با توجه به این موضوع توصیه می‌شود تا حد ممکن از سه نظام‌های اتومات با کیفیت استفاده شود.
سه نظام‌های آچاری با توجه به فشار وارده آچار طبیعتاً گیرایی بیشتری دارند و در مقابل سه نظامهای اتومات با فشار وارده دست سفت شده و گیرایی کمتری نسبت به سه نظام آچاری دارند که در کارهای کوچک اصلاً مشاهده نمی‌شود.
از سوی دیگر عدم امکان استفاده از سه نظام به علت عدم وجود آچار، خراب شدن دنده‌های آچار یا سه نظام و باز و بسته شدن زمانبر تر نسبت به سه نظام اتومات از معایب سه نظام آچاری و در مقابل مزایای سه نظام اتومات است.

## چهار نظام

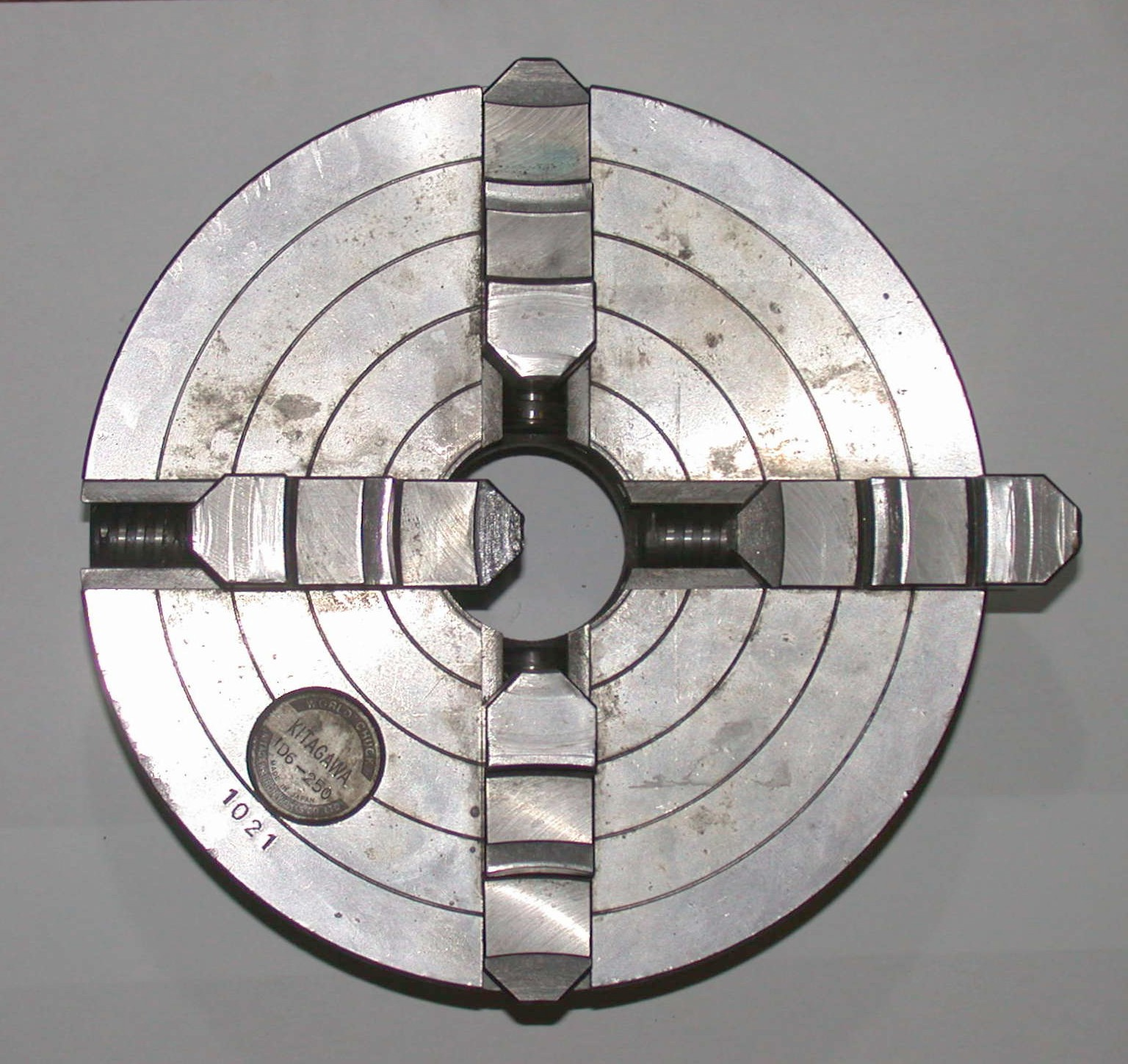
چهار نظام

چهار نظام برای بستن قطعات گرد و چهارگوش استفاده می‌شود.
هر فک چهار نظام را می‌شود مستقل از هم تکان داد.

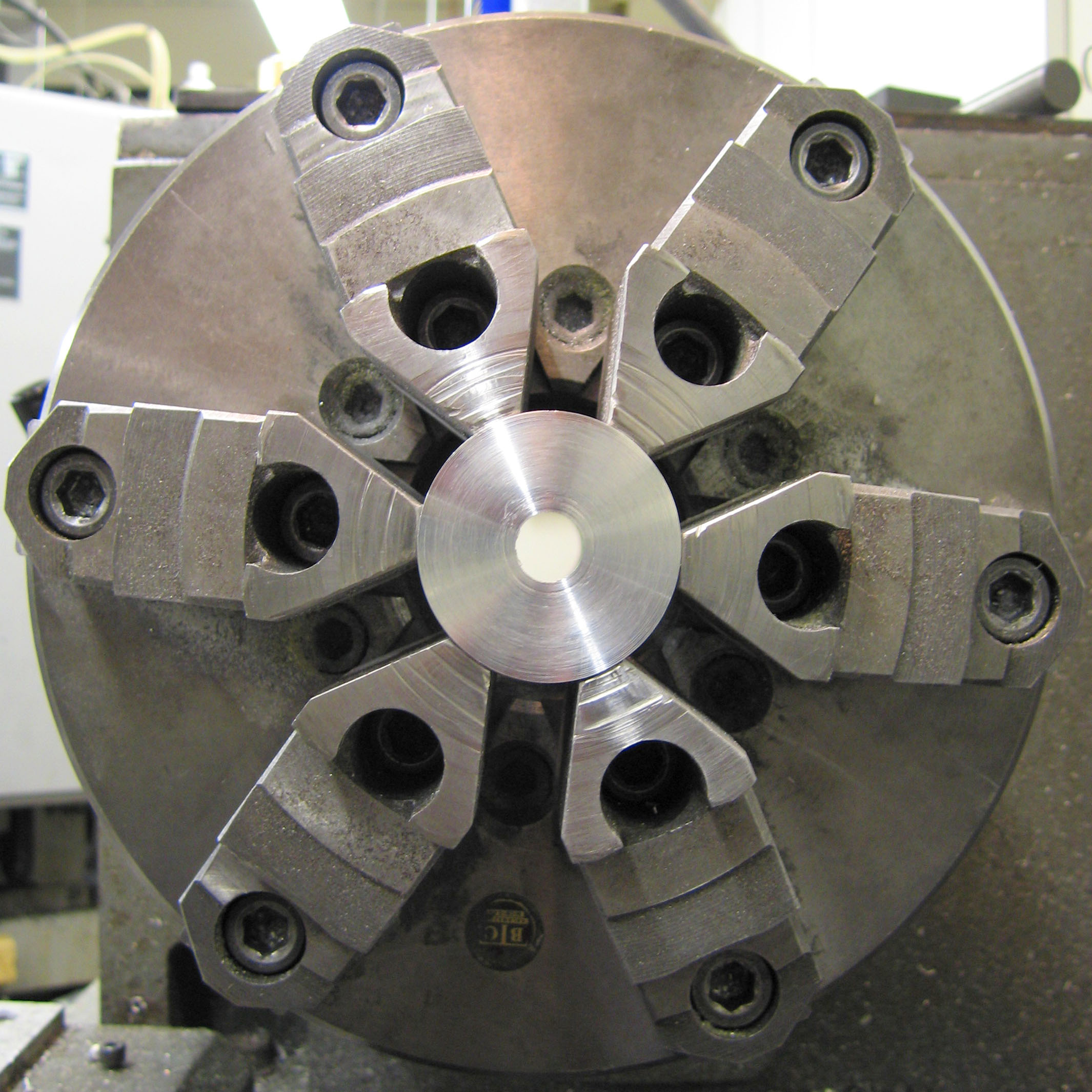
نظام با شش فک